# 兴安区
兴安区是黑龙江省鹤岗市下辖的一个市辖区。區人民政府駐興安路街道興東路6號。

## 行政区划
下辖1个镇、6个街道办事处：
兴安路街道、兴建路街道、兴长路街道、峻德路街道、河东路街道、光宇街道和红旗镇。

### 区划调整
2011年7月，东山区所辖的红旗乡及光宇街道划归兴安区。同时，红旗乡撤乡建镇。

## 人口
根據第七次人口普查數據，截至2020年11月1日零時，興安區常住人口為99013人。

## 交通
- 201国道过境。